# Перес, Глория
Не следует путать с актрисой Глорией Пирес.
Гло́рия Мари́я Ребе́лу Ферра́нте Пе́рес (порт.-браз. Glória Maria Rebelo Ferrante Perez), более известная как Глория Перес (порт.-браз. Glória Perez; род. 25 сентября 1948, Риу-Бранку) — бразильская сценаристка, писательница, продюсер и автор теленовелл. В 2009 году получила Международную премию «Эмми» за лучшую мыльную оперу за работу над теленовеллой «Дороги Индии». Также была известна как мать актрисы Даниэлы Перес, которая была убита во время съёмок написанной ею теленовеллы «Телом и душой» (1992).

## Биография
Родилась 25 сентября 1948 года в Рио-де-Жанейро (Бразилия). Она дочь юриста Мигеля Херонимо Ферранте и учительницы Марии Аугусты Ребелу Ферранте. Её отец был сыном итальянца. Её дедушка-итальянец работал механиком и бежал из Сан-Паулу после того, как его обвинили в участии в анархистском движении. В Акри он встретил бабушку Глории, итальянскую вдову с четырьмя маленькими детьми, на которой женился. Хотя в 1948 году семья жила в Акри, её родители предпочли, чтобы она родилась в городе Рио-де-Жанейро, тогдашней федеральной столице. После её рождения они вернулись в Акри. Она рассказывает, что у неё было простое детство, когда она плавала в реках и лазила по деревьям, но всегда любила читать и писать и посвятила себя учёбе. В 15 лет её семья переехала в недавно построенную федеральную столицу, чтобы она могла продолжить обучение, поскольку в Рио-Бранку в то время были только школы до средней школы. В Бразилиа она учился в средней школе при государственной школе и поступила в Университет Бразилиа (UnB), где в течение трёх лет изучала право, а потом бросила этот курс в 1968 году, когда в университет вторглись военные. В то время она хотела изучать историю, но отец не позволил ей переехать одной в Рио-де-Жанейро, где у неё были родственники по отцовской линии, и она смогла переехать только год спустя вместе со своим женихом, с которым она познакомилась в Бразилиа. Затем она поступила в Федеральный университет Рио-де-Жанейро и окончила его только после рождения детей. Она даже училась на магистратуре по истории Бразилии, тоже в Федеральном университете Рио-де-Жанейро, но диссертацию не защитила.
Перес любит строить сюжеты вокруг последних достижений науки и наступать обществу на мозоли. От неё бразильский зритель узнал, как передается СПИД, что такое суррогатное материнство, какую роль играет Интернет в жизни подростков, чем чревата пересадка внутренних органов.
В 1997 году Перес потрясла история о клонированной овечке Долли, которая стала отправной точкой для нового сценария. Больше всего трудностей на пути к экрану «Клону» создали не клонированные люди, а герои-мусульмане. После атак на Всемирный торговый центр в США снимать сериал о мусульманах никто не хотел. Но Перес не сдавалась: она прочитала Коран, съездила в Египет и Марокко и протолкнула свою идею на экран.

## Карьера

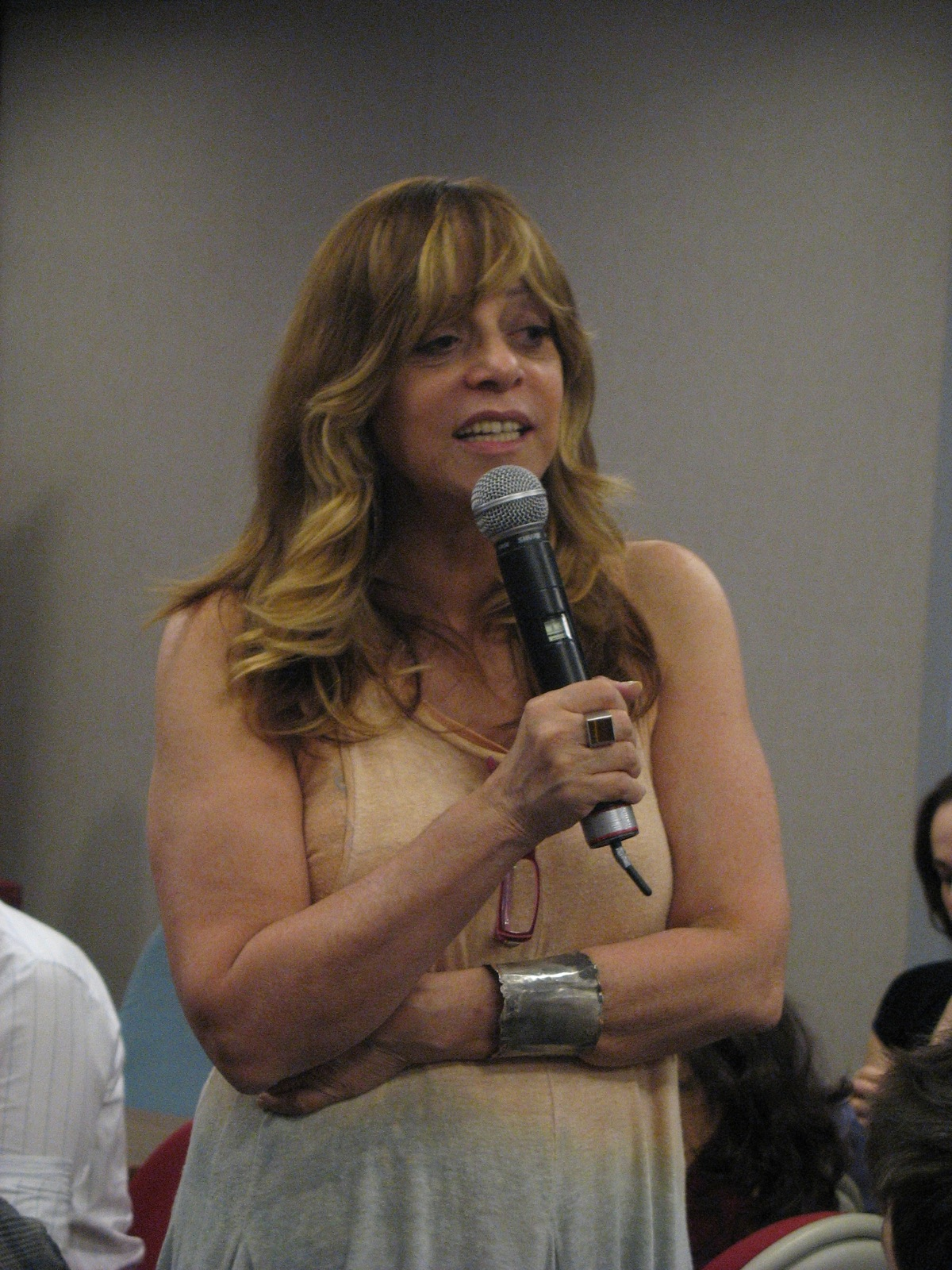
Глория в лекции.

У отца Глории — судьи Верховного суда — была богатая библиотека. Поначалу Глория зачитывалась сентиментальными романами, но дедушка переориентировал внучку на более серьёзное чтение. В свободное время Глория гоняла мяч с дворовыми мальчишками. «Девочки говорили только о замужестве и детях. Я думала: неужели женщина не может заниматься чем-то более интересным?»
После школы Глория поступила на факультет истории в Государственный университет Рио-де-Жанейро. Познакомившись на поэтическом вечере с инженером Луишем Карлосом Пересом, вышла за него замуж и родила троих детей: сначала Даниэлу, через два года — Родриго и ещё через пять лет — Рафаэла. С рождением младшего сына в жизни Перес появилась первая трещина: у мальчика выявили синдром Дауна. Тем не менее молодая мать перешла в аспирантуру и начала работу над диссертацией об индустриализации в Бразилии. Писательство стало для неё спасением от домашних проблем. Она написала свой вариант развития событий в сериале «Её звали Малу» и отправила произведение на студию «Глобу», где оно было обругано и отвергнуто. «Я не огорчилась. Я принадлежала к продвинутой молодежи, смотрела на сериалы свысока и мечтала писать для кино. Но дверь, которую я случайно открыла, привела меня на телевидение».
Подруга Перес — невестка известной сценаристки Жанет Клэр — показала свекрови сценарий. Тяжелобольная Жанет торопилась закончить работу над теленовеллой «Обещание», и ей была необходима лишняя пара рук. Сначала Перес только печатала, отвозила сценарии на студию и прибиралась в квартире. Но Жанет становилось хуже, и закончить сериал она не успела. Это сделала Глория Перес.
Руководство «Глобо» предложило ей работу. Бросив университет и мужа, она начала работу над теленовеллой «Высший свет» в соавторстве с уже известным сценаристом Агиналдо Сильвой. После этого опыта Перес дала клятву: больше никаких соавторов, никогда. «У меня есть люди, которые собирают научную и специальную информацию. Но пишу я сама, потому что воображение индивидуально и неделимо. Я вижу, как должны развиваться события, и не хочу, чтобы кто-то заставил меня сомневаться и тратить время на споры».
28 декабря 1992 года дочь Перес, 22-летняя актриса Даниэла Перес, была найдена убитой. Одним из первых, кто позвонил Глории и её зятю — актёру Раулу Газолле (Миро в «Клоне») — с соболезнованиями, был Гильерме де Падуа. Он являлся партнёром Даниэлы по ещё не законченному сериалу «Тело и душа». Вскоре де Падуа и его беременную жену арестовали по обвинению в убийстве. На допросах Гильерме признался, что ухаживал за Даниэлой, надеясь, что она похлопочет за него перед знаменитой мамой. Декабрьским вечером Даниэла после съёмок приехала к нему домой, чтобы закончить «служебный романчик».
На похоронах у овдовевшего Раула произошёл нервный срыв. Перес была спокойна и сосредоточенна. Она вернулась домой, села к компьютеру и продолжила работу над сценарием «Тела и души», «выписывая» из сюжета героиню, которую играла её дочь. Поставив финальную точку, сценаристка выключила компьютер на три года.
Убийца и его сообщница — чета де Падуа — были осуждены только в 1996 году. Глория превратила комнату Дани в музей.
С 1997 года ведет полузатворнический образ жизни. В будни она пишет с утра до ночи, а по субботам ходит на дискотеку.
— У меня есть кабинет, но я им не пользуюсь, — рассказывает Перес. — Я пишу на балконе в кухне, глядя на море. Когда работала над «Клоном», у меня постоянно играла арабская музыка. Между главами я делаю гимнастику — купила тренажер, потому что ходить в спортивный зал нет времени. И на дискотеку я хожу не для того, чтобы с кем-то познакомиться, а для того, чтобы ноги размять и голову проветрить. Во время работы мне страшно даже думать о личной жизни, ведь я проживаю жизнь за каждого из своих персонажей, вкладываю в каждого частичку себя и, честно говоря, мне это интереснее, чем реальные отношения. Я ездила в Марокко с Жади, целовалась с Лукасом в развалинах, выходила замуж и разводилась…
Мне нравится писать первые главы, когда герои только оформляются и я с ними ещё не так хорошо «знакома». Помню, как я нашла Ивети. Сидела в парикмахерской и слушала, как две женщины обсуждают третью — импульсивную, чуть вульгарную, иногда распутную, но с добрым сердцем. Я подумала, что каждый человек знает хотя бы одну такую Ивети. Даже у меня в жизни бывали «моменты Ивети», жертвами которых становились мои близкие.
В 2002 году, работая над «Клоном», узнала, что Гильерме де Падуа собираются досрочно выпустить на свободу. Она начала кампанию за введение пожизненного заключения для убийц, но ничего не добилась. В том же году у неё умер отец, а вслед за ним от воспаления внутренних органов скончался сын Рафаэл, которому было 25 лет. Но «Клон» уже набрал обороты, и Перес, несмотря ни на что, продолжала писать.
В ноябре 2002 года у сына Родриго — юриста по профессии — родился сын, первый внук Перес. О том, чтобы найти возлюбленного, Перес уже не думает. «Трудно найти мужчину, который понимал бы особенности моей работы и был готов к тому, что новая теленовелла для меня важнее любых отношений».
Недавно[когда?] Перес подала в суд на экологическую организацию «Защитники животных». Её члены недовольны сценами жестокого обращения с животными, показанными в её новом сериале «Америка». В знак протеста «защитники» забросали сайт Перес в Интернете письмами не только с угрозами, но и со страшными фотографиями из полицейского дела об убийстве Даниэлы Перес. «Я хочу, чтобы психопаты, осквернившие память Дани, были наказаны, — говорит Глория. — И мне жаль животных, у которых такие защитники».
В апреле 2025 года Перес решила завершить свой постоянный контракт с телеканалом Rede Globo после 35 лет сотрудничества. Это решение было принято после того, как руководство бразильского телеканала отклонило сюжет её новой теленовеллы, запланированной для показа в 21:00, посчитав его неподходящим для новых редакционных правил из-за затронутой в нём темы аборта.